# ジュリア・サヒン
ジュリア・サヒン（Julia Sahin、1974年2月23日 - ）は、ドイツ・ジーゲン出身の女性プロボクサーである。トルコとの二重国籍で本名はヒュリヤ・シャーヒン（Hülya Şahin）。

## 来歴
19歳でキックボクシングを始め、2年でフルコンタクト空手の世界チャンピオンとなった。
1998年にボクシング転向。祖国トルコでアマチュアとして活躍。2001年と2003年の欧州選手権でライトフライ級連覇。世界選手権でも2001年に準決勝でカリーナ・モレノ、決勝でメアリー・コムを降して金メダルを獲得した。
2004年1月17日、ドイツに戻りプロデビュー。7戦7勝でドイツ国内フライ級王座に挑戦し、判定で王座奪取に成功。
その後も白星を重ね、国内王座を1度防衛した後、2005年12月3日にステファニー・ダブスとWIBFインターコンチネンタル王座を争い、フルマーク判定で王座獲得。
2006年4月8日、キャシー・ブラウンとWIBF世界ライトフライ級暫定王座を争い、3-0判定で王座獲得。
9月9日、マリリン・ヘルナンデスを降し王座初防衛。
2007年1月27日、正規王者アナスタシア・トクタロヴァとの王座統一戦に挑み、3-0判定で正規王座獲得。
6月30日、ホリー・ダナウェイを2-1判定で降し暫定と合わせて3度目の防衛。
7月28日、デリア・ロペスを3-0判定で降し4度目の防衛。
2008年4月5日、ヤハイラ・マルティネスを3-0判定で降し5度目の防衛。
2009年10月10日、2階級制覇を目指しスージー・ケンティキアンが持つWIBF・WBAと新設のWBOの統一世界フライ級王座に挑戦するが、0-3判定でプロ初黒星を喫した。
2010年10月30日、ハガ・シュムレフェルドゥ・フィネルが持つWIBA世界バンタム級王座に挑戦も連敗。

## 獲得タイトル
- ドイツ女子フライ級王座
- WIBFインターコンチネンタルフライ級王座
- WIBF世界ライトフライ級王座